# Тентяксай
Тентяксай (у верхів'ях – Караунгур) – річка в Базар-Курганському районі Джалал-Абадської області Киргизстану, правий приплив річки Карадар'я. Довжина рiчки становить 126 км, а площа басейну 4130 км.
Бере початок на південно-західних схилах Ферганського хребта. Утворюється злиттям річок Куребес та Кизил-Ункюр. Основні притоки: (праворуч) Кизил-Ункюр, Кумуш-Суу, (ліворуч) Отузарт та Куребес. Великі притоки: Арстанбап, Гава-Сай, Шайдан-Сай, Алаш-Сай, Шаркиратма.
Середньорічна витрата 29,6 м³/с, середня максимальна витрата 85,7 м³ та мінімум 9,6 м³/с.
У водозборі річки лежать шість невеликих озер, також є 23 невеликі льодовики, площа яких становить 7,1 км².
1. ↑  GEOnet Names Server — 2018.